# Tenis de mesa en los Juegos Olímpicos
El tenis de mesa en los Juegos Olímpicos se realiza desde la edición de Seúl 1988. Tras el Campeonato del mundo, es la máxima competición internacional de tenis de mesa. Es organizado por el Comité Olímpico Internacional (COI), junto con la Federación Internacional de Tenis de Mesa (ITTF).
Se disputan cuatro torneos diferentes, dos masculinos (individual y por equipos) y dos femeninos (individual y por equipos). Hasta los Juegos de Atenas 2004, en vez de las pruebas por equipos se realizaban las de dobles. A partir de Tokio 2020 se disputará una prueba más, la de dobles mixto.
En la edición de 1992 fueron entregadas por prueba dos medallas de bronce (una a cada uno de los perdedores de las semifinales); en el resto de ediciones se ha disputado adicionalmente un partido por el tercer lugar para definir al ganador de la medalla de bronce.

## Categorías
| Modalidad            | 1988 | 1992 | 1996 | 2000 | 2004 | 2008 | 2012 | 2016 | 2020 |
| -------------------- | ---- | ---- | ---- | ---- | ---- | ---- | ---- | ---- | ---- |
| Individual masculino | •    | •    | •    | •    | •    | •    | •    | •    | •    |
| Dobles masculino     | •    | •    | •    | •    | •    |      |      |      |      |
| Equipo masculino     |      |      |      |      |      | •    | •    | •    | •    |
| Individual femenino  | •    | •    | •    | •    | •    | •    | •    | •    | •    |
| Dobles femenino      | •    | •    | •    | •    | •    |      |      |      |      |
| Equipo femenino      |      |      |      |      |      | •    | •    | •    | •    |
| Dobles mixto         |      |      |      |      |      |      |      |      | •    |

## Ediciones
| Edición | Año  | Sede                      | Instalaciones                                             |
| ------- | ---- | ------------------------- | --------------------------------------------------------- |
| I       | 1988 | Seúl ( Corea del Sur)     | Gimnasio de la Universidad Nacional                       |
| II      | 1992 | Barcelona ( España)       | Polideportivo Estación del Norte                          |
| III     | 1996 | Atlanta ( Estados Unidos) | Centro Internacional de Congresos de Georgia – Pabellón D |
| IV      | 2000 | Sídney ( Australia)       | Centro Deportivo del Estado                               |
| V       | 2004 | Atenas ( Grecia)          | Centro Olímpico Galatsi                                   |
| VI      | 2008 | Pekín ( China)            | Gimnasio de la Universidad de Pekín                       |
| VII     | 2012 | Londres ( Reino Unido)    | ExCeL – Arena Norte 1                                     |
| VIII    | 2016 | Río de Janeiro ( Brasil)  | Riocentro – Pabellón 3                                    |
| IX      | 2020 | Tokio ( Japón)            | Gimnasio Metropolitano de Tokio                           |
| X       | 2024 | París ( Francia)          | Arena Paris Sud 4                                         |

## Palmarés

### Individual masculino
| Edición | Sede                | Oro                                    | Plata                                  | Bronce                                                          |
| ------- | ------------------- | -------------------------------------- | -------------------------------------- | --------------------------------------------------------------- |
| I       | Seúl 1988           | Yoo Nam-Kyu · Corea del Sur            | Kim Ki-Taik · Corea del Sur            | Erik Lindh · Suecia                                             |
| II      | Barcelona 1992      | Jan-Ove Waldner · Suecia               | Jean-Philippe Gatien · Francia         | Ma Wenge · República Popular China Kim Taek-Soo · Corea del Sur |
| III     | Atlanta 1996        | Liu Guoliang · República Popular China | Wang Tao · República Popular China     | Jörg Roßkopf · Alemania                                         |
| IV      | Sídney 2000         | Kong Linghui · República Popular China | Jan-Ove Waldner · Suecia               | Liu Guoliang · República Popular China                          |
| V       | Atenas 2004         | Ryu Seung-Min · Corea del Sur          | Wang Hao · República Popular China     | Wang Liqin · República Popular China                            |
| VI      | Pekín 2008          | Ma Lin · República Popular China       | Wang Hao · República Popular China     | Wang Liqin · República Popular China                            |
| VII     | Londres 2012        | Zhang Jike · República Popular China   | Wang Hao · República Popular China     | Dimitrij Ovtcharov · Alemania                                   |
| VIII    | Río de Janeiro 2016 | Ma Long · República Popular China      | Zhang Jike · República Popular China   | Jun Mizutani · Japón                                            |
| IX      | Tokio 2020          | Ma Long · República Popular China      | Fan Zhendong · República Popular China | Dimitrij Ovtcharov · Alemania                                   |
| X       | París 2024          | Fan Zhendong · República Popular China | Truls Möregårdh · Suecia               | Félix Lebrun · Francia                                          |

### Dobles masculino
| Edición | Sede           | Oro                                                    | Plata                                                 | Bronce                                                                                    |
| ------- | -------------- | ------------------------------------------------------ | ----------------------------------------------------- | ----------------------------------------------------------------------------------------- |
| I       | Seúl 1988      | Chen Longcan · Wei Qingguang · República Popular China | Ilija Lupulesku · Zoran Primorac · Yugoslavia         | Ahn Jae-Hyung · Yoo Nam-Kyu · Corea del Sur                                               |
| II      | Barcelona 1992 | Lu Lin · Wang Tao · República Popular China            | Steffen Fetzner · Jörg Roßkopf · Alemania             | Kang Hee-Chan · Lee Chul-Seung · Corea del Sur Kim Taek-Soo · Yoo Nam-Kyu · Corea del Sur |
| III     | Atlanta 1996   | Kong Linghui · Liu Guoliang · República Popular China  | Lu Lin · Wang Tao · República Popular China           | Lee Chul-Seung · Yoo Nam-Kyu · Corea del Sur                                              |
| IV      | Sídney 2000    | Wang Liqin · Yan Sen · República Popular China         | Kong Linghui · Liu Guoliang · República Popular China | Patrick Chila · Jean-Philippe Gatien · Francia                                            |
| V       | Atenas 2004    | Chen Qi · Ma Lin · República Popular China             | Ko Lai Chak · Li Ching · Hong Kong                    | Michael Maze · Finn Tugwell · Dinamarca                                                   |
| VI – IX | —              | No realizado                                           | No realizado                                          | No realizado                                                                              |

### Equipo masculino
| Edición | Sede                | Oro                                                            | Plata                                                         | Bronce                                                       |
| ------- | ------------------- | -------------------------------------------------------------- | ------------------------------------------------------------- | ------------------------------------------------------------ |
| I – V   | —                   | No realizado                                                   | No realizado                                                  | No realizado                                                 |
| VI      | Pekín 2008          | Ma Lin · Wang Hao · Wang Liqin · República Popular China       | Timo Boll · Dimitrij Ovtcharov · Christian Süß · Alemania     | Oh Sang-Eun · Ryu Seung-Min · Yoon Jae-Young · Corea del Sur |
| VII     | Londres 2012        | Zhang Jike · Wang Hao · Ma Long · República Popular China      | Oh Sang-Eun · Joo Se-Hyuk · Ryu Seung-Min · Corea del Sur     | Timo Boll · Dimitrij Ovtcharov · Bastian Steger · Alemania   |
| VIII    | Río de Janeiro 2016 | Zhang Jike · Ma Long · Xu Xin · República Popular China        | Jun Mizutani · Koki Niwa · Maharu Yoshimura · Japón           | Timo Boll · Dimitrij Ovtcharov · Bastian Steger · Alemania   |
| IX      | Tokio 2020          | Fan Zhendong · Ma Long · Xu Xin · República Popular China      | Timo Boll · Patrick Franziska · Dimitrij Ovtcharov · Alemania | Tomokazu Harimoto · Jun Mizutani · Koki Niwa · Japón         |
| X       | París 2024          | Wang Chuqin · Ma Long · Fan Zhendong · República Popular China | Anton Källberg · Truls Möregårdh · Kristian Karlsson · Suecia | Simon Gauzy · Alexis Lebrun · Félix Lebrun · Francia         |

### Individual femenino
| Edición | Sede                | Oro                                    | Plata                                 | Bronce                                                     |
| ------- | ------------------- | -------------------------------------- | ------------------------------------- | ---------------------------------------------------------- |
| I       | Seúl 1988           | Chen Jing · República Popular China    | Li Huifen · República Popular China   | Jiao Zhimin · República Popular China                      |
| II      | Barcelona 1992      | Deng Yaping · República Popular China  | Qiao Hong · República Popular China   | Hyun Jung-Hwa · Corea del Sur Li Bun-Hui · Corea del Norte |
| III     | Atlanta 1996        | Deng Yaping · República Popular China  | Chen Jing · China Taipéi              | Qiao Hong · República Popular China                        |
| IV      | Sídney 2000         | Wang Nan · República Popular China     | Li Ju · República Popular China       | Chen Jing · China Taipéi                                   |
| V       | Atenas 2004         | Zhang Yining · República Popular China | Kim Hyang-Mi · Corea del Norte        | Kim Kyung-Ah · Corea del Sur                               |
| VI      | Pekín 2008          | Zhang Yining · República Popular China | Wang Nan · República Popular China    | Guo Yue · República Popular China                          |
| VII     | Londres 2012        | Li Xiaoxia · República Popular China   | Ding Ning · República Popular China   | Feng Tianwei · Singapur                                    |
| VIII    | Río de Janeiro 2016 | Ding Ning · República Popular China    | Li Xiaoxia · República Popular China  | Kim Song-I · Corea del Norte                               |
| IX      | Tokio 2020          | Chen Meng · República Popular China    | Sun Yingsha · República Popular China | Mima Ito · Japón                                           |
| X       | París 2024          | Chen Meng · República Popular China    | Sun Yingsha · República Popular China | Hina Hayata · Japón                                        |

### Dobles femenino
| Edición | Sede           | Oro                                               | Plata                                             | Bronce                                                                                |
| ------- | -------------- | ------------------------------------------------- | ------------------------------------------------- | ------------------------------------------------------------------------------------- |
| I       | Seúl 1988      | Hyun Jung-Hwa · Yang Young-Ja · Corea del Sur     | Chen Jing · Jiao Zhimin · República Popular China | Jasna Fazlić · Gordana Perkučin · Yugoslavia                                          |
| II      | Barcelona 1992 | Deng Yaping · Qiao Hong · República Popular China | Chen Zihe · Gao Jun · República Popular China     | Li Bun-Hui · Yu Sun-Bok · Corea del Norte Hong Cha-Ok · Hyun Jung-Hwa · Corea del Sur |
| III     | Atlanta 1996   | Deng Yaping · Qiao Hong · República Popular China | Liu Wei · Qiao Yunping · República Popular China  | Park Hae-Jung · Ryu Ji-Hae · Corea del Sur                                            |
| IV      | Sídney 2000    | Li Ju · Wang Nan · República Popular China        | Sun Jin · Yang Ying · República Popular China     | Kim Moo-Kyo · Ryu Ji-Hae · Corea del Sur                                              |
| V       | Atenas 2004    | Wang Nan · Zhang Yining · República Popular China | Lee Eun-Sil · Seok Eun-Mi · Corea del Sur         | Guo Yue · Niu Jianfeng · República Popular China                                      |
| VI – IX | —              | No realizado                                      | No realizado                                      | No realizado                                                                          |

### Equipo femenino
| Edición | Sede                | Oro                                                            | Plata                                                 | Bronce                                                      |
| ------- | ------------------- | -------------------------------------------------------------- | ----------------------------------------------------- | ----------------------------------------------------------- |
| I – V   | —                   | No realizado                                                   | No realizado                                          | No realizado                                                |
| VI      | Pekín 2008          | Guo Yue · Wang Nan · Zhang Yining · República Popular China    | Feng Tianwei · Li Jiawei · Wang Yuegu · Singapur      | Dang Ye-Seo · Kim Kyung-Ah · Park Mi-Young · Corea del Sur  |
| VII     | Londres 2012        | Li Xiaoxia · Ding Ning · Gou Yue · República Popular China     | Sayaka Hirano · Kasumi Ishikawa · Ai Fukuhara · Japón | Feng Tianwei · Wang Yuegu · Li Jiawei · Singapur            |
| VIII    | Río de Janeiro 2016 | Ding Ning · Li Xiaoxia · Liu Shiwen · República Popular China  | Han Ying · Shan Xiaona · Petrissa Solja · Alemania    | Ai Fukuhara · Kasumi Ishikawa · Mima Ito · Japón            |
| IX      | Tokio 2020          | Chen Meng · Sun Yingsha · Wang Manyu · República Popular China | Miu Hirano · Kasumi Ishikawa · Mima Ito · Japón       | Doo Hoi Kem · Lee Ho Ching · Minnie Soo Wai Yam · Hong Kong |
| X       | París 2024          | Sun Yingsha · Wang Manyu · Chen Meng · República Popular China | Hina Hayata · Miwa Harimoto · Miu Hirano · Japón      | Shin Yu-Bin · Jeon Ji-Hee · Lee Eun-Hye · Corea del Sur     |

### Dobles mixto
| Edición  | Sede       | Oro                                                 | Plata                                         | Bronce                                      |
| -------- | ---------- | --------------------------------------------------- | --------------------------------------------- | ------------------------------------------- |
| I – VIII | —          | No realizado                                        | No realizado                                  | No realizado                                |
| IX       | Tokio 2020 | Jun Mizutani · Mima Ito · Japón                     | Xu Xin · Liu Shiwen · República Popular China | Lin Yun-Ju · Cheng I-Ching · China Taipéi   |
| X        | París 2024 | Wang Chuqin · Sun Yingsha · República Popular China | Ri Jong-Sik · Kim Kum-Yong · Corea del Norte  | Lim Jong-Hoon · Shin Yu-Bin · Corea del Sur |

## Medallero histórico
- Actualizado a París 2024.

| Núm. | País                    | Oro | Plata | Bronce | Total |
| ---- | ----------------------- | --- | ----- | ------ | ----- |
| 1    | República Popular China | 37  | 21    | 8      | 66    |
| 2    | Corea del Sur           | 3   | 3     | 14     | 20    |
| 3    | Japón                   | 1   | 4     | 5      | 10    |
| 4    | Suecia                  | 1   | 3     | 1      | 5     |
| 5    | Alemania                | 0   | 4     | 5      | 9     |
| 6    | Corea del Norte         | 0   | 2     | 3      | 5     |
| 7    | Francia                 | 0   | 1     | 3      | 4     |
| 8    | China Taipéi            | 0   | 1     | 2      | 3     |
| 8    | Singapur                | 0   | 1     | 2      | 3     |
| 10   | Yugoslavia              | 0   | 1     | 1      | 2     |
| 11   | Hong Kong               | 0   | 1     | 1      | 2     |
| 12   | Dinamarca               | 0   | 0     | 1      | 1     |
|      | TOTAL                   | 42  | 42    | 46     | 130   |

## Tenistas con más medallas
- Actualizado hasta París 2024.

### Hombres
| N.º | Tenista         | País          | Años      | Oro | Plata | Bronce | Total |
| --- | --------------- | ------------- | --------- | --- | ----- | ------ | ----- |
| 1   | Ma Long         | China         | 2012-2024 | 6   | 0     | 0      | 6     |
| 2   | Zhang Jike      | China         | 2012-2016 | 3   | 1     | 0      | 4     |
| 2   | Fan Zhendong    | China         | 2020-2024 | 3   | 1     | 0      | 4     |
| 4   | Ma Lin          | China         | 2004-2008 | 3   | 0     | 0      | 3     |
| 5   | Wang Hao        | China         | 2004-2012 | 2   | 3     | 0      | 5     |
| 6   | Liu Guoliang    | China         | 1996-2000 | 2   | 1     | 1      | 4     |
| 7   | Kong Linghui    | China         | 1996-2000 | 2   | 1     | 0      | 3     |
| 7   | Xu Xin          | China         | 2016-2020 | 2   | 1     | 0      | 3     |
| 9   | Wang Liqin      | China         | 2000-2008 | 2   | 0     | 2      | 4     |
| 10  | Wang Tao        | China         | 1992-1996 | 1   | 2     | 0      | 3     |
| 11  | Jun Mizutani    | Japón         | 2016-2020 | 1   | 1     | 2      | 4     |
| 12  | Ryu Seung Min   | Corea del Sur | 2004-2012 | 1   | 1     | 1      | 3     |
| 13  | Lu Lin          | China         | 1992-1996 | 1   | 1     | 0      | 2     |
| 13  | Jan-Ove Waldner | Suecia        | 1992-2004 | 1   | 1     | 0      | 2     |
| 15  | Yoo Nam-Kyu     | Corea del Sur | 1988-1996 | 1   | 0     | 3      | 4     |

### Mujeres
| N.º | Tenista       | País               | Años      | Oro | Plata | Bronce | Total |
| --- | ------------- | ------------------ | --------- | --- | ----- | ------ | ----- |
| 1   | Wang Nan      | China              | 2000-2008 | 4   | 1     | 0      | 5     |
| 2   | Deng Yaping   | China              | 1992-1996 | 4   | 0     | 0      | 4     |
| 2   | Zhang Yining  | China              | 2004-2008 | 4   | 0     | 0      | 4     |
| 4   | Ding Ning     | China              | 2012-2016 | 3   | 1     | 0      | 4     |
| 4   | Li Xiaoxia    | China              | 2012-2016 | 3   | 1     | 0      | 4     |
| 6   | Chen Meng     | China              | 2020-2024 | 3   | 0     | 0      | 3     |
| 7   | Sun Yingsha   | China              | 2020-2024 | 2   | 2     | 0      | 4     |
| 8   | Qiao Hong     | China              | 1992-1996 | 2   | 1     | 1      | 4     |
| 9   | Guo Yue       | China              | 2004-2008 | 2   | 0     | 2      | 4     |
| 10  | Chen Jing     | China China Taipéi | 1988-2000 | 1   | 2     | 1      | 4     |
| 11  | Mima Ito      | Japón              | 2016-2020 | 1   | 1     | 2      | 4     |
| 12  | Li Ju         | China              | 2000      | 1   | 1     | 0      | 2     |
| 12  | Liu Shiwen    | China              | 2016-2020 | 1   | 1     | 0      | 2     |
| 14  | Hyun Jung-Hwa | Corea del Sur      | 1988-1992 | 1   | 0     | 2      | 3     |